# Downeshelea multilineata
Downeshelea multilineata är en tvåvingeart som först beskrevs av Lutz 1914.  Downeshelea multilineata ingår i släktet Downeshelea och familjen svidknott. Inga underarter finns listade i Catalogue of Life.